# Herbert Altrichter
Herbert Altrichter (* 27. Februar 1954 in Wien) ist ein österreichischer Pädagoge und Hochschullehrer. Er ist emeritierter Professor für Pädagogik und Pädagogische Psychologie an der Johannes Kepler Universität Linz (JKU). Er war Leiter die Abteilung für Pädagogik und Pädagogische Psychologie am Institut für Pädagogik und Psychologie der Universität. 

## Leben
Nach der Matura studierte Herbert Altrichter Pädagogik und Psychologie an der Universität Wien (1972–1978). Nach seiner Promotion war er als Universitätsassistent an den Universitäten Wien (1978–1980) sowie Klagenfurt (1980–1991) tätig, an der 1988 die Habilitation für das Fach Erziehungswissenschaft erfolgte. 1991 wurde er als außerordentlicher Professor für Wirtschaftspädagogik mit besonderer Berücksichtigung der Schulpädagogik an die Universität Innsbruck berufen. Seit 1996 ist er ordentlicher Universitätsprofessor für Pädagogik und Pädagogische Psychologie an der JKU. Von 1995 bis 1999 war Altrichter österreichischer Delegierter im Governing Board des Centre für Research and Innovation in Education (CERI, OECD, Paris). Er ist auch Mitglied in verschiedenen Beratungsgremien (z. B. Beirat des Instituts für Schulentwicklungsforschung der Technischen Universität Dortmund, der Laborschule Bielefeld, des Zentrums zur Erforschung schulischer Entwicklungsprozesse der Universität Hamburg).
Altrichter bemühte sich um die fachliche und institutionelle Weiterentwicklung der österreichischen Bildungsforschung. So gehörte er zu den Proponenten der Österreichischen Gesellschaft für Forschung und Entwicklung im Bildungswesen (ÖFEB) und wurde zu ihrem Gründungsvorsitzenden (2000–2001) gewählt. Von 2019 bis 2022 leitete er die Sektion Lehrerbildung und -bildungsforschung. Weiters ist er Gründungsherausgeber der Zeitschriften journal für schulentwicklung, journal für lehrerinnen- und lehrerbildung (StudienVerlag, Innsbruck-Wien-Bozen) und Zeitschrift für Bildungsforschung (Verlag für Sozialwissenschaften, Wiesbaden) sowie Herausgeber der Buchreihen „Educational Governance“ (Verlag für Sozialwissenschaften, Wiesbaden) und „Studien zur Bildungsforschung und Bildungspolitik“ (StudienVerlag, Innsbruck-Wien-Bozen).
Er war bis 2018 Mitglied des Hochschulrats der Pädagogischen Hochschule Zug in der Schweiz.

## Arbeits- und Forschungsschwerpunkte
Altrichter ist in der deutschsprachigen Bildungsforschung vor allem für zwei Forschungsbeiträge bekannt. Einesteils hat er gemeinsam mit Peter Posch (Universität Klagenfurt) das englische teacher researcher-Konzept für die Unterrichts- und Schulentwicklung in den deutschsprachigen Schulsystemen weiterentwickelt (vgl. Praxisforschung). Weiters hat er mit Thomas Brüsemeister (Universität Gießen) und anderen den Educational Governance-Ansatz, mit dem die Steuerung von Schulsystemen untersucht wird, in der deutschsprachigen Bildungsforschung ausgearbeitet.
In Österreich werden seit 2009 Nationale Bildungsberichte im Auftrag des Ministeriums erstellt. Altrichter verfasste zwischen 2009 und 2021 in allen fünf Nationalen Bildungsberichten Beiträge.

## Preise
- Internationaler Forschungspreis für Arbeitsmarkt- und Berufsforschung der Bundesanstalt für Arbeit, Nürnberg
- Förderungspreis „Pädagogik der Gegenwart“ des Verlags Jugend & Volk, Wien

## Belege
1. ↑  ÖFEB | Österreichische Gesellschaft für Forschung und Entwicklung im Bildungswesen. Abgerufen am 28. Dezember 2023.
2. ↑  https://www.zentralplus.ch/zwei-frauen-neu-im-zuger-hochschulrat-869473/
3. ↑  Bildungsberichterstattung. Abgerufen am 28. Dezember 2023.

| Personendaten    | Personendaten                                 |
| ---------------- | --------------------------------------------- |
| NAME             | Altrichter, Herbert                           |
| KURZBESCHREIBUNG | österreichischer Pädagoge und Hochschullehrer |
| GEBURTSDATUM     | 27. Februar 1954                              |
| GEBURTSORT       | Wien                                          |